# Dennisiella ekmanii
Dennisiella ekmanii är en svampart som först beskrevs av Petr. & Cif., och fick sitt nu gällande namn av S. Hughes 1976. Dennisiella ekmanii ingår i släktet Dennisiella och familjen Coccodiniaceae.   Inga underarter finns listade i Catalogue of Life.